# Dinah Grace

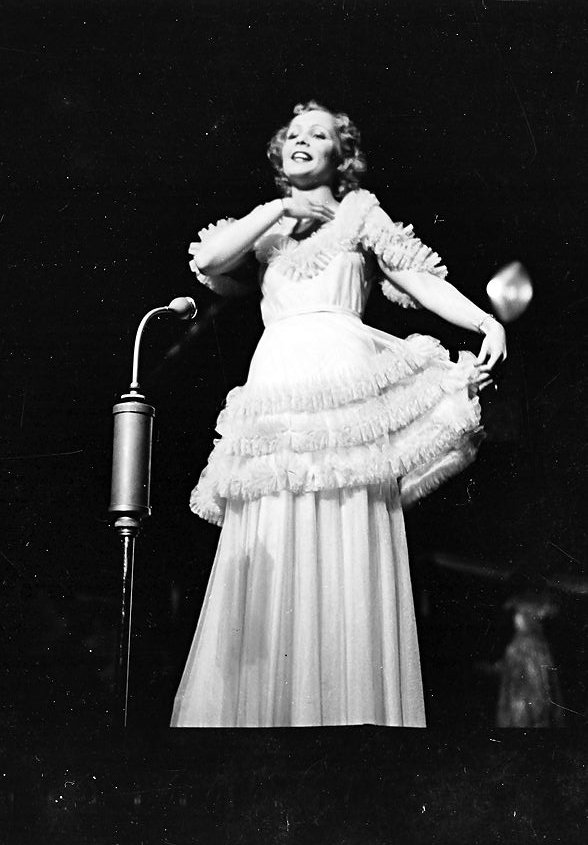
Dinah Grace in der Berliner Scala, 1936

Dinah Grace (* 14. Februar 1916 in Berlin als Käthe Gerda Johanna Ilse Schmidt; † 10. Mai 1963 in Bad Oldesloe) war eine deutsche Tänzerin und Schauspielerin.

## Leben und Wirken

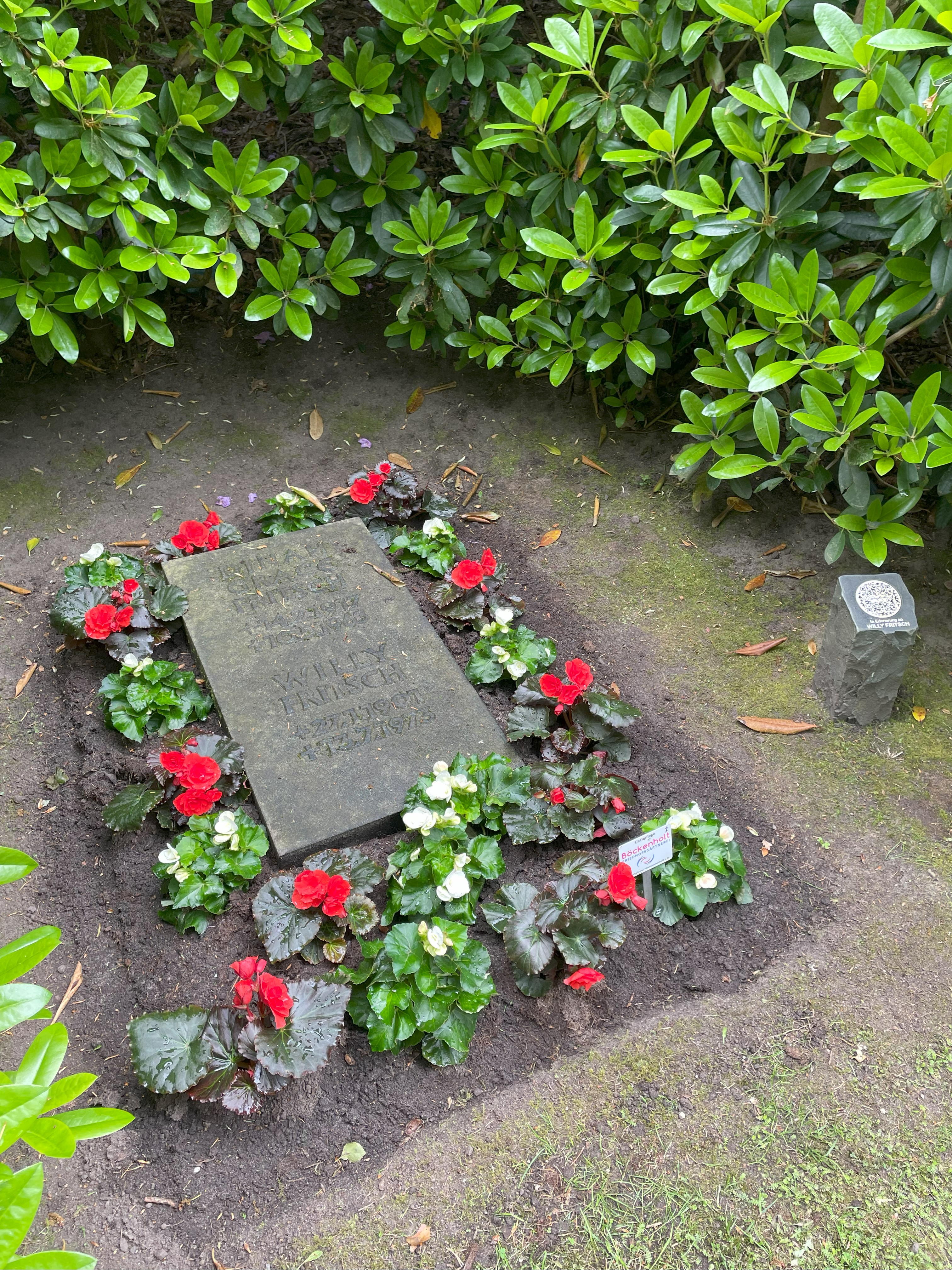
Grabstelle von Willy Fritsch und Dinah Grace mit Informationsstele auf dem Hamburger Friedhof Ohlsdorf, 2024. Planquadrat AC 16

Grace war die Tochter eines Offiziers. Von frühester Kindheit an erhielt sie Ballettunterricht. Bereits als 14-Jährige bekam sie ihr erstes Engagement als Tänzerin. Große Erfolge feierte Dinah Grace hauptsächlich an der Volksbühne Berlin sowie im Berliner Wintergarten und dem Revuetheater Scala, ihre Engagements führten sie jedoch auch nach London, Wien oder Budapest. Die Fotografin Lotte Jacobi bezeichnete sie 1930 als beste Tänzerin, die sie jemals fotografiert habe.
Ihr Filmdebüt hatte Dinah Grace 1933/1934 in dem Spielfilm Schön ist es, verliebt zu sein. Noch im selben Jahr folgte das erfolgreiche Filmdrama Hohe Schule, in dem sie wiederum als Tänzerin zu sehen war. 1936 war sie als Revuetänzerin Dolly in dem Kurzfilm Potpourri präsent. Im März 1937 heiratete sie den Filmschauspieler Willy Fritsch, dessen Filmpartnerin Lilian Harvey zu den Trauzeugen gehörte. Sie gab ihre Karriere auf und trat nur noch in einem weiteren Film (Spaßvögel, 1939) in Erscheinung. Aus der Ehe mit Fritsch gingen zwei Söhne hervor.
Nach Kriegsende kam die Familie Fritsch nach Hamburg, wo sich Dinah Grace der Erziehung ihrer Kinder widmete. Ihr Sohn Thomas Fritsch wurde ein erfolgreicher Schauspieler. Dinah Grace starb im Alter von 47 Jahren an Brustkrebs. Sie wurde auf dem Friedhof Ohlsdorf in Hamburg beerdigt.

## Filmografie
- 1933/1934: Schön ist es verliebt zu sein (Partie: Solotänzerin)
- 1934: Hohe Schule (Partie: Tänzerin)
- 1936: Potpourri (Partie: Revuetänzerin Dolly)
- 1939: Spaßvögel (Partie: Settchen Strobel)